# Бренсбах
Бренсбах (нем. Brensbach) — община в Германии, в земле Гессен. Подчиняется административному округу Дармштадт. Входит в состав района Оденвальд. Население составляет 5162 человека (на 31 декабря 2010 года). Занимает площадь 23,18 км².